# Storena multiguttata
Storena multiguttata là một loài nhện trong họ Zodariidae.
Loài này thuộc chi Storena. Storena multiguttata được Eugène Simon miêu tả năm 1893.